# Harvey Milk Lesbian, Gay, Bisexual, Transgender Democratic Club
O  Harvey Milk LGBT Democratic Club é uma filial, localizada em San Francisco, Califórnia, EUA do Stonewall Democrats, um grupo em defesa dos direitos LGBT filiado ao Partido Democrata. Seu atual nome foi dado após a morte do ativista LGBT Harvey Milk. Acreditando que o já existente Alice B. Toklas LGBT Democratic Club nunca o apoiaria, Milk foi um dos fundadores do clube sob o nome de "San Francisco Gay Democratic Club", na esteira de sua fracassada campanha de 1976 para a Assembleia Legislativa da Califórnia. Junto com Milk na formação do clube estiveram vários ativistas da cidade, incluindo Harry Britt, Dick Pabich, Jim Rivaldo e o primeiro presidente do clube, Chris Perry.